# کودای-جی
کودای-جی (انگلیسی: Kōdai-ji) یک پرستشگاه وابسته به فرقه رینزای ذن، آیین بودایی است که در هیگاشی‌یاما، کیوتو، ژاپن قرار دارد. این معبد بزرگترین معبد فرعی کننین-جی است.